# 暢所欲言
《暢所欲言》（英語：Speakeasy）是一部2002年美國劇情片，講述了兩個男人在一次輕微的交通事故後成為不可能的朋友的故事。電影由《綠光計畫》亞軍布蘭登·墨菲（Brendan Murphy）自編自導，也是他的導演處女作。主演包括大衛·史崔森、尼基·凱特、史黛西·愛德華絲、亞瑟·希勒、蕾克·貝爾以及克里斯托弗·麦克唐纳。
電影在洛杉磯拍攝，米拉麥克斯影業發行。LivePlanet還推出了一部幕後製作紀錄片。

## 演員
- 大衛·史崔森飾演布魯斯·希克曼（Bruce Hickman）
- 尼基·凱特飾演法蘭克·馬爾尼科夫（Frank Marnikov）
- 史黛西·愛德華絲（英语：Stacy Edwards）飾演蘇菲·希克曼（Sophie Hickman）
- 亞瑟·希勒（英语：Arthur Hiller）飾演普拉帕斯先生（Mr. Prappas）
- 蕾克·貝爾飾演莎拉·馬爾尼科夫（Sara Marnikov）
- 克里斯托弗·麦克唐纳飾演亞當斯醫生（Dr. Addams）

## 外部連結
- 互联网电影数据库（IMDb）上《暢所欲言》的资料（英文）
- 爛番茄上《暢所欲言》的資料（英文）